# Jaime Garza
Jaime Garza (* 10. September 1959 in Santa Cruz, Kalifornien, Vereinigte Staaten) ist ein ehemaliger US-amerikanischer Profiboxer. Von Juni 1983 bis November 1984 war er Weltmeister der WBC im Superbantamgewicht.

## Boxkarriere
Jaime Garza gewann sein Debüt am 4. Februar 1978. Sein Manager war Bennie Georgino.
Er gewann 40 Kämpfe in Folge, davon 38 durch KO, darunter 24 innerhalb von nur zwei Runden. Er besiegte dabei am 15. Juni 1983 Bobby Berna beim Kampf um den vakanten WBC-Weltmeistertitel im Superbantamgewicht durch TKO in der zweiten Runde. Der WBC-Titel war im April 1983 von Wilfredo Gómez niedergelegt worden, welcher in das Federgewicht aufstieg. Berna wurde in seinem nächsten Kampf gegen Suh Seung-il noch IBF-Weltmeister. Seinen bis dahin bedeutendsten Sieg hatte Garza im Februar 1982 durch TKO in der zehnten Runde gegen Carlos Mendoza erzielt, der im September 1979 WM-Herausforderer von Wilfredo Gómez gewesen war.
Garza gewann seine erste Titelverteidigung im Mai 1984 durch KO in der dritten Runde gegen den bis dahin ebenfalls ungeschlagenen Kolumbianer Felipe Orozco, der 1982 unter anderem ebenfalls Carlos Mendoza besiegt hatte. In seiner zweiten Titelverteidigung am 3. November 1984 verlor er durch KO in der ersten Runde gegen Juan Meza, der im März 1982 gegen Wilfredo Gómez unterlegen war.
Bis März 1989, als er seine Karriere beendete, bestritt er noch elf Kämpfe, von denen er acht gewann. Dabei siegte er im April 1986 gegen Jorge Diaz (1987 IBF-Herausforderer von Lee Seung-hoon) und im April 1987 gegen Dwight Pratchett (1985 WBC-Herausforderer von Julio César Chávez). Eine seiner Niederlagen erlitt er im März 1988 gegen Marcos Villasana.
1993 und 1995 scheiterten Comebackversuche.